# Viva la Vida (chanson)
Pour l'album dont il est issu, voir Viva la Vida or Death and All His Friends.
Singles de Coldplay et moi
Violet Hill
(2008) Lovers in Japan
(2008)
Pistes de Viva la Vida or Death and All His Friends
Yes / Chinese Sleep Chant Violet Hill
Viva la Vida est le second single du quatrième album studio du groupe de rock alternatif britannique Coldplay intitulé Viva la Vida or Death and All His Friends, qui est sorti le 7 mai 2008. Il s'agit du plus grand succès de Coldplay, numéro un aux États-Unis et au Royaume-Uni. Elle a reçu le Grammy Award de la meilleure prestation pop d'un duo ou groupe avec chant. 
La chanson a été classée 70e meilleure chanson britannique de tous les temps par XFM en 2010.

## Contexte
Cette chanson entretient un lien explicite avec deux révolutions en France.
D'une part, la pochette de l'album Viva la Vida or Death and All His Friends est basée sur la peinture La Liberté guidant le peuple de l'artiste français Eugène Delacroix, inspirée de la Révolution de Juillet, les « Trois Glorieuses ».
D'autre part, selon certains, les paroles de la chanson feraient référence à Louis XVI qui, après avoir triomphé de l’Angleterre durant la guerre d'indépendance des États-Unis, était à la tête du pays le plus puissant d'Europe (la France) d'où les paroles "I used to rule the world" et "feel the fear in my enemies' eyes". De plus, il était le roi au pouvoir lors de la Révolution française, finissant par être guillotiné par les révolutionnaires, d'où les paroles "revolutionaries wait for my head on a silver plate"(« Les révolutionnaires attendent ma tête sur un plateau d'argent »).
Un autre indice permet de faire le rapprochement entre le single et Louis XVI, les premières secondes de la chanson sont inspirées de la musique que l'on jouait à la cour de France au XVIIIe siècle.
De plus, tout au long du vidéo-clip de cette chanson, on peut apercevoir le drapeau de la République française, symbole révolutionnaire.
Le groupe n'a cependant jamais confirmé cette explication et d'autres morceaux de la chanson pourraient infirmer cette thèse.
Voir aussi la légende du roi Arthur à travers le film d'Antoine Fuqua, avec Clive Owen ; en effet les références romaines « J'entends les cloches de Jérusalem qui sonnent et les chœurs de la cavalerie romaine qui chantent » représente le souffle épique d'Arthur avec l'armée Romaine puis son désengagement de celle-ci plus tard, pour retourner vers ses origines Bretonnes.

## Clips vidéos
Le clip officiel, réalisé par Hype Williams, montre les membres du groupe jouant la chanson avec l'apparition de la peinture de Delacroix, La Liberté guidant le peuple.
Le second clip, réalisé par Anton Corbijn, est un hommage au clip de la chanson Enjoy the Silence de Depeche Mode. On y voit Chris Martin, le chanteur du groupe, se baladant en tenue de roi et tenant avec lui le tableau de La Liberté guidant le peuple. De même dans le clip de Depeche Mode, sauf que Dave Gahan porte avec lui un transat, que l'on retrouve néanmoins, à là fin de ce clip alternatif de Viva la Vida quand le chanteur retrouve les trois autres membres du groupe.

## Instruments
Cette chanson est en rupture avec le travail antérieur du groupe. Contrairement à l'arrangement typique des chansons de Coldplay, où la guitare ou le piano est l'instrument prédominant, le morceau se compose principalement d'une section de cordes et d'un piano numérique jouant le riff optimiste de la chanson, avec un battement constant de batterie, le timpano et une cloche d'église, la guitare basse et la voix de Martin. L'utilisation de la guitare électrique est limitée. Toutes les cordes sont arrangées et dirigées par le violoniste Davide Rossi (en), qui est l'un des principaux collaborateurs de l'album. Les cordes de Rossi constituent le principal moteur de la chanson, avec une forte boucle de début qui soutient la voix de Martin, jusqu'aux chœurs où la puissance symphonique de l'orchestre prend toute sa forme. Les accords proéminents joués par la section des cordes tout au long de la chanson (et dans le refrain de "Rainy Day", une autre des chansons du groupe) sont très similaires à ceux utilisés par le coproducteur de "Viva la Vida" Brian Eno. Ending (Ascent), "signifiant qu'ils auraient pu être suggérés partiellement pour la chanson par Eno. 
La chanson est écrite dans la clé de A ♭ majeur . Cette chanson est décrite comme une chanson pop.

## Accusations de plagiat
Coldplay fut d'abord accusé de plagiat de The Songs I Did not Write du groupe alternatif américain Creaky Boards, pour la mélodie de Viva la Vida.  Le membre du groupe Creaky Boards, Andrew Hoepfner, a affirmé que Martin les avait entendu jouer la chanson lors d'un spectacle en octobre 2007.  Le groupe a publié un clip vidéo, dans lequel il compare des sections des deux chansons. Coldplay a rejeté la demande. Le porte-parole du groupe, Murray Chambers, a déclaré que Martin travaillait dans les studios AIR à Londres à cette époque, après avoir vérifié le journal de bord du chanteur. En outre, Coldplay avait enregistré une version démo de Viva la Vida en mars 2007, bien avant que Creaky Boards ne l'interprète en live en octobre de la même année.  Creaky Boards a rétracté plus tard les accusations et spéculé que les deux chansons ont pu avoir été inspirées par le jeu vidéo The Legend of Zelda. 
Le 4 décembre 2008, le guitariste américain Joe Satriani a déposé une plainte pour atteinte aux droits d'auteur contre Coldplay à Los Angeles. La poursuite revendique que Viva la Vida incorpore "les parties substantielles et originales" de son morceau instrumental If I Could Fly de son album de 2004 Is There Love In Space ?  Le groupe a nié l'allégation, affirmant que les similitudes étaient « entièrement coïncidentes ». Le 14 septembre 2009, l'affaire a été rejetée par le California Central District Court, les deux parties pouvant potentiellement accepter un règlement à l'amiable. 
En mai 2009, Yusuf Islam a déclaré que la chanson est très similaire à sa chanson Foreigner Suite, enregistrée sous son ancien nom de scène, Cat Stevens. Il a dit : « Mon fils l'a porté à mon attention et a dit : " Cela ne ressemble-t-il pas à Foreigner Suite? ». Islam a déclaré que toute action légale qu'il pourrait prendre "dépendrait de la réussite de Satriani ". Le batteur de Coldplay Will Champion a nié la réclamation, déclarant, « Nous sommes confiants que nous n'avons rien fait de mal ». En juin 2009, Yusuf Islam a dit plus tard, « Ils ont copié ma chanson mais je ne pense pas qu'ils l'aient fait exprès », ajoutant, « Je ne veux pas qu'ils pensent que je suis en colère contre eux. J'aimerais m'asseoir et prendre une tasse de thé avec eux et leur faire savoir que c'est bon ».
Dans un documentaire pour Sveriges Television (2011), le professeur de musique américain Lawrence Ferrara a montré que les structures mélodiques de Viva La Vida, If I could fly et Foreigner Suite étaient très similaires à la composition Se tu m'ami du compositeur italien Jean-Baptiste Pergolèse, mort en 1736. « Il s'agit évidemment d'un travail que nous appellerions "public domain" », a déclaré le Dr Ferrara. 
Chris Martin a dit une fois que les allégations de plagiat l'inspiraient et a ajouté : « Si tout le monde essaye d'enlever notre meilleure chanson, alors nous ferions mieux d'en écrire 25 meilleures ! »  Will Champion a également parlé de l'accusation en disant : « Pour une raison quelconque, Dieu seul sait pourquoi, les chansons à succès semblent être celles qui sont accusées d'être volées ».

## Hommages
Le titre est un hommage au dernier tableau de Frida Kahlo intitulé Nature morte : Viva la Vida, exposé au Musée Frida-Kahlo.
En 2024, le chanteur français Ycare enregistre une adaptation intitulée le Fou et le Roi qui sera saluée par le groupe.